# (35265) Takeosaitou
(35265) Takeosaitou est un astéroïde de la ceinture principale.

## Description
(35265) Takeosaitou est un astéroïde de la ceinture principale. Il fut découvert le 12 juillet 1996 à Nanyo par Tomimaru Okuni. Il présente une orbite caractérisée par un demi-grand axe de 2,31 UA, une excentricité de 0,14 et une inclinaison de 6,6° par rapport à l'écliptique.

## Compléments